# بروک و سیندری (اسطوره)
بروک و سیندری (یا ایتری) (به انگلیسی: Brokkr and Sindri) دو برادر در اسطوره شناسی نورس هستند که چکش معروف ثور، میولنیر، گرازی طلایی به نام گولین بورستی برای فریر و حلقه ای از جنس طلا به نام دروپنیر برای اودین ساختند.  داستان در واقع این بود که پس از اینکه لوکی موی طلایی سیف را برید مجبور شد یکی جدید برایش بیاورد و پیش دورف ها رفت، پسران ایوالدی. آن ها مویی طلایی فوق العاده، کشتی برای فریر که توانایی حمل تمامی خدایان و اسب هایشان را داشت و نیزه ای برای اودین به نام گونگنیر که هرگز هدفش را از دست نمی داد. سیندری در واقع دو نام است که نام بعدی نام تالاری است که به روح های با فضیلت بعد از راگناروک خدمت خواهد کرد.

## افسانه
یک روز صبح که سیف همسر ثور از خواب بیدار شد دید که موهای طلاییش که هر روز آن را شانه می کرد و می بافت بریده شده است. او بسیار شرمگین شد و وقتی ثور برگشت سعی می کرد از چشم او پنهان باشد تا اینکه او همسرش را صدا زد و متوجهٔ قضیه شد. ثور بسیار عصبانی شد و تنها یک نفر در تمام آسیر ها می توانست چنین کاری انجام دهد و آن هم لوکی بود. ثور لوکی را پیدا کرد و او را تهدید به کشتن کرد، لوکی هم از ترس تقاضای چندین روز فرصت کرد و ثور از کشتن او پشیمان شد. لوکی چندین دورف کارکن را می شناخت و پیش آن ها رفت، در نیفلهایم (البته در اصل خانهٔ دورف ها مکانی در ایگدراسیل به نام نیداولیر است.) رفت که پسران ایوالدی در آنجا بودند. سپس بعد از گفتن داستان خود از آن ها خواست مویی طلایی برای سیف درست کنند و آن ها هم همین کار را کردند، مویی که اگر به هر سری تماس داشته باشد شروع می کند به رشد کردن، و قدرت رشد فوق العاده ای داشت. او از آن ها خواست تا دو هدیهٔ دیگر هم برای خدایان درست کنند تا شاید در قضاوت آنان دو خدای اودین و فریر در طرف او باشند. آنها کشتی برای فریر که توانایی حمل تمامی خدایان و اسب هایشان را داشت و نیزه ای برای اودین به نام گونگنیر که هرگز هدفش را از دست نمی داد. سپس لوکی گفت که این دورف باید بهترین دورف ها باشد و بروک صدای لوکی را شنید. او گفت که می تواند به همراه برادر خود چیزهای بسیار شگفت انگیزتر از این ها بسازد. لوکی این را باور نکرد که امکان پذیر است برای همین گفت که تواناییش را امتحان کند و لوکی شرط می بندد که اگر آن ها برنده شود سر او را قطع کنند.
سپس بروک برادر خود را سیندری خبر می کند و آن ها آتش بزرگی را درست می کنند، سپس توده ای از طلا را داخل آن می اندازند و سیندری می گوید که با دستگاه فوت کن آن را فوت کند تا او به بیرون می رود و بر می گردد. در این هنگام لوکی به شکل پشه ای چشم بروک را نیش می زند و برای پاک کردن خون از چشمش وقفه ای در دمیدن حاصل می شود که برای همین دستهٔ چکش ثور کوتاه است به طوری که قابل حمل با یک دست است.
لوکی شرط را می بازد و هنگامی که می خواهند سر او را ببرند می گوید که باید گردن او را ببرند و او روی گردنش شرط نبسته برای همین آن ها چاره ای ندارند و برای درسی عبرت لب های او را می دوزند. 